# 中国盲人协会
中国盲人协会（简称：中国盲协、英文全称：China Association of the Blind 英文简称：CAB）是由中华人民共和国盲人代表及盲人工作者组成的非营利性社会团体，为中国残疾人联合会下属专门协会之一。其前身为中国盲人福利会和中国盲人聋哑人协会。宗旨为弘扬人道主义，代表盲人的利益，关系和帮助盲人。

## 沿革
- 1953年3月，中国盲人福利会在北京成立，时任中央人民政府政务院内务部长的谢觉哉担任主任之职，福利会归中国人民救济总会领导。11月，盲人福利会与新成立的聋哑人福利会筹备委员暂由内务部管理。
- 1956年3月，根据周恩来总理的指示，中国盲人福利会和中国聋人福利会正式划给内务部。
- 1960年5月20日，中国盲人福利会和中国聋人福利会合并，成立中国盲人聋哑人协会，盲人聋人第一次全国代表大会召开，余益庵任主任。
- 1966年-1976年，因文化大革命影响，协会陷于停顿。
- 1978年8月13日，恢复工作，继续出版《盲人月刊》。
- 1987年12月10日，与中国残疾人福利基金会合署办公，筹备成立全国性的残疾人组织。
- 1988年3月，中国残疾人联合会成立，中国盲人聋哑人协会易名为中国盲人协会，成为残联五个专门协会之一。
- 2006年12月7日，在中华人民共和国民政部注册成为社团法人单位。

## 组织
协会实行全国代表大会制度，与中国残联全国代表大会同期举行，每五年一届。此外每年还举行一次委员会会议。